# Victoria Open 2015
Die Victoria Open 2015 im Badminton fanden vom 18. bis zum 19. Juli 2015 in Albert Park statt.

## Sieger und Platzierte
| Disziplin    | Gold                              | Silber                         | Bronze                               |
| ------------ | --------------------------------- | ------------------------------ | ------------------------------------ |
| Herreneinzel | Michael Fariman                   | James Eunson                   | Stuart Rowlands                      |
| Herreneinzel | Michael Fariman                   | James Eunson                   | Rizwan Azam                          |
| Dameneinzel  | Sylvinna Kurniawan                | Joy Lai                        | Talia Saunders                       |
| Dameneinzel  | Sylvinna Kurniawan                | Joy Lai                        | Jennifer Tam                         |
| Herrendoppel | James Eunson Robin Middleton      | Devendra Herath Tom Thomas     | Stuart Rowlands Lionel Yuan Jih Seah |
| Herrendoppel | James Eunson Robin Middleton      | Devendra Herath Tom Thomas     | Rizwan Azam Michael Fariman          |
| Damendoppel  | Sylvinna Kurniawan Talia Saunders | Tiffany Ho Janet Son           | Grace Hanratty Louisa Ma             |
| Damendoppel  | Sylvinna Kurniawan Talia Saunders | Tiffany Ho Janet Son           | Yi Chun Chen Jennifer Tam            |
| Mixed        | Robin Middleton Leanne Choo       | Matthew Chau Gronya Somerville | Stuart Rowlands Sylvinna Kurniawan   |
| Mixed        | Robin Middleton Leanne Choo       | Matthew Chau Gronya Somerville | Michael Fariman Talia Saunders       |